# Jan Tinbergen
Jan Tinbergen (n. 12 aprilie 1903, Haga, Olanda de Sud, Țările de Jos – d. 9 iunie 1994, Haga, Olanda de Sud, Țările de Jos) a fost un economist neerlandez, laureat al Premiului Nobel pentru economie (1969).